# Beaver Meadows
Beaver Meadows es un borough ubicado en el condado de Carbon en el estado estadounidense de Pensilvania. En el año 2000 tenía una población de 968 habitantes y una densidad poblacional de 1,446.5 personas por km².

## Geografía
Beaver Meadows se encuentra ubicado en las coordenadas 40°55′42″N 75°54′46″O / 40.92833, -75.91278.

## Demografía
Según la Oficina del Censo en 2000 los ingresos medios por hogar en la localidad eran de $31,058 y los ingresos medios por familia eran $42,500. Los hombres tenían unos ingresos medios de $30,000 frente a los $20,417 para las mujeres. La renta per cápita para la localidad era de $17,296. Alrededor del 7.6% de la población estaba por debajo del umbral de pobreza.